# Cuisine slovène
 (octobre 2018).
Si vous disposez d'ouvrages ou d'articles de référence ou si vous connaissez des sites web de qualité traitant du thème abordé ici, merci de compléter l'article en donnant les références utiles à sa vérifiabilité et en les liant à la section « Notes et références ».

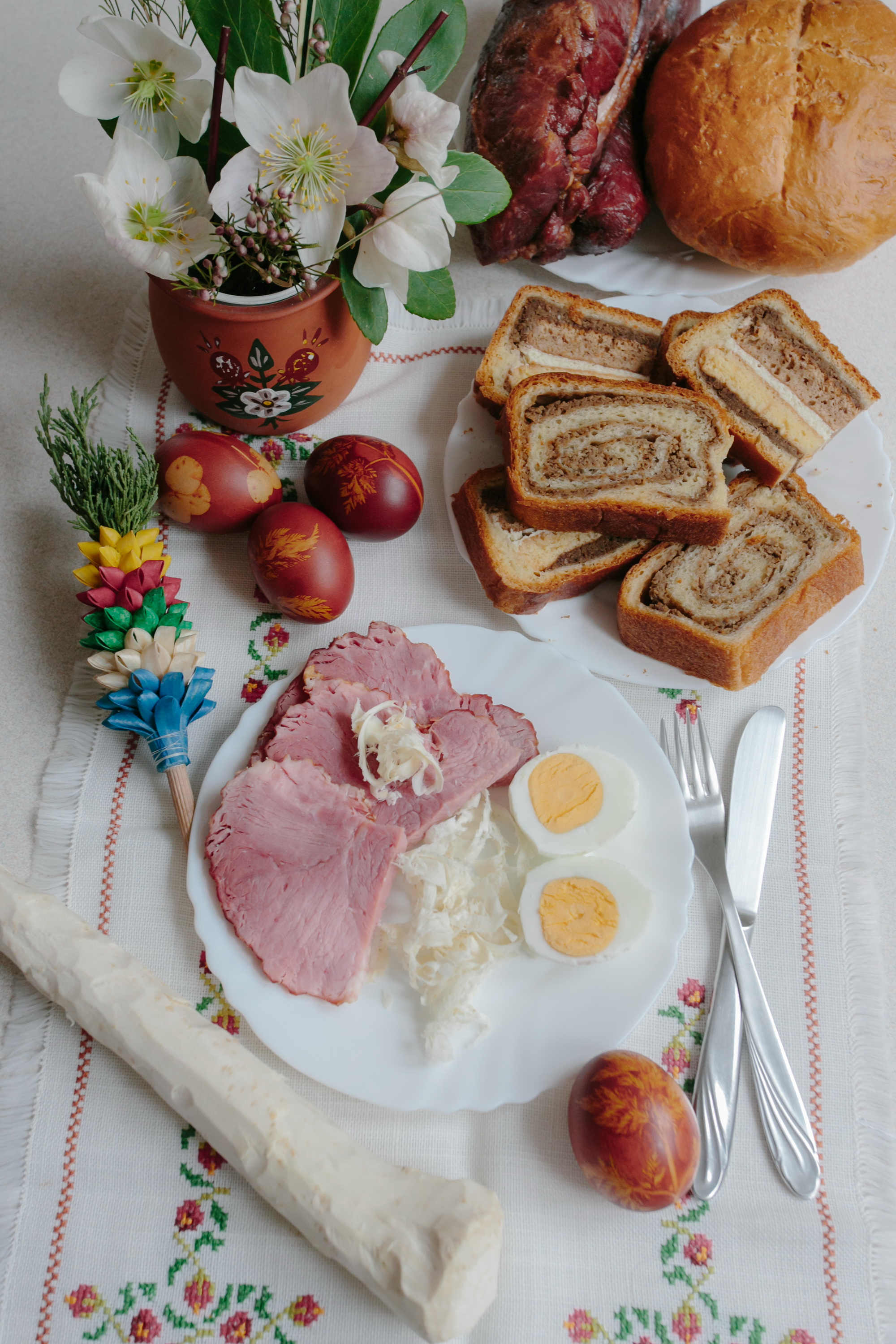
Potica et petit déjeuner traditionnel de Pâques.

La cuisine slovène est très variée, divisée en 23 différentes régions gastronomiques en 2016. 
Elle inclut une vingtaine de plats inscrits au patrimoine culturel de l'Union européenne.

## Histoire
Le premier livre de cuisine en slovène est publié par Valentin Vodnik en 1799 : il s'agit d'une traduction et d'une compilation de livres de cuisine en français et en allemand. Le premier livre de cuisine conçu en Slovénie est publié par Magdalena Pleiweis en 1868.
En 2016, des ethnologues slovènes divisent le pays en 23 régions gastronomiques.

## Conservation et cuisson
Parmi les techniques de préparation et de conservation utilisées : le saumurage (poissons, fromages, viandes), la fermentation lactique, la macération, le malossol, le fumage, le séchage.
Les modes de cuisson sont variés : mijotage, braisage, rôtissage, grillade, réduction, cuisson à l'étouffée, bouillon...

## Principaux ingrédients
L'usage des viandes de bœuf (govedina) et de porc (svinjina) y est important. C'est une cuisine qui est avant tout roborative et plusieurs ragoûts, soupes ou plats en sauces sont des vrais plats hivernaux, mais les Slovènes en mangent aussi par temps chaud. La culture gastronomique slovène est souvent décrite comme « locale » en raison de l'utilisation d'ingrédients cultivés sur place (dans le pays).
Les ingrédients que l'on retrouve régulièrement dans la cuisine slovène sont les suivants :
- Ail et oignon (česen et čebula). Encore plus qu'ailleurs en Europe centrale, ils ont une importance première. Ils permettent de renforcer le goût des plats. L'ail est particulièrement utilisé.
- Pomme de terre (krompir). Les tubercules se retrouvent en tant qu'accompagnement. Ils sont souvent bouillis, mais peuvent très bien être sautés. La pomme de terre a tellement bien trouvé sa place en Slovénie qu'un monument représentant une pomme de terre y est érigé[réf. nécessaire]. Les Slovènes ont aussi déjà essayé d'inscrire les pommes de terre sautées comme un plat à part plutôt qu'un accompagnement[réf. nécessaire].
- Poivron (paprika). Le poivron et le paprika ont le même nom en slovène, car le paprika doux provient du poivron, qui est séché puis moulu. Le poivron est préparé de différentes façons dans la cuisine slovène.
- Olive (oliva). Celle-ci est principalement cultivée pour en extraire de l'huile extra vierge qui est utilisée ensuite en cuisine.
- Courge (buča). Les utilisations de cette plante sont nombreux. En effet, outre la chair, les graines peuvent être torréfiées et mangées telles quelles, ou bien dans du pain. De l'huile en est également extraite pour l'exporter dans d'autres pays.
- Sel (sol /sow/). Produit sur le littoral dans les « soline » (marais salants), dont la qualité s'améliore si celui-ci n'est pas raffiné.
- Pêches et abricots (breskve et marelice), transformés en jus ou en confiture.
- Cassis et myrtilles (črni ribez et borovnice). Ils sont consommés tels quels ou en jus.
- Cerises et griottes (češnje & višnje). On en fait des confitures ou on les mange telles quelles.
- Pommes et poires (jabolka & hruške). Comme dans les autres pays.
- Sureau (bezeg). Il pousse beaucoup en Slovénie[réf. souhaitée] et on en fait du jus.
- Miel (med)[3]
- Bœuf et porc (govedina & svinjina). Viandes les plus consommées en Slovénie.
- Lait (mleko). Souvent du lait de vache, on en fait de la smetana (crème fraîche), du yaourt, du keffir, on l'utilise en cuisine pour la pâtisserie et quelques recettes comme les žganci (polenta) ou les palačinke.

Les soupes que l'on retrouve dans toutes les gostilne (restaurants traditionnels) sont les suivantes :
- goveja juha (soupe de bœuf) : la soupe slovène par excellence[réf. nécessaire]. Toutes les grands-mères en préparent pour la venue de leurs petits-enfants[réf. nécessaire]. Elle est faite à base d'os de viande cuits longuement dans une marmite pour obtenir un bouillon qui sera servi avec des carottes ayant cuit dedans et des quenelles (cmoki) ou des vermicelles (rezanci).
- paradižnikova juha (soupe de tomate) : également un classique.
- gobova juha (soupe de champignons) : elle a une texture épaisse et un goût de champignons. C'est une soupe d'automne car tout le monde en mange à cette période en raison de l'abondance de champignons frais dans les montagnes[réf. souhaitée].
- prežganke : cette soupe est faite à base de bouillon et d'œufs puis est épaissie.

## Plats protégés par l'Union européenne
En 2018, il existe 24 aliments inscrits au patrimoine de l'Union européenne et relevant des indications géographiques protégées de l'Union Européenne. Ces appellations protégées sont des ingrédients comme les œufs de la Kamniška Bistrica, le houblon styrien, la saucisse carniole, le sel de Piran, le jambon sec fumé de Prekmurje ou encore le miel slovène.

## Principaux plats
Les plats slovènes sont à l'image de leurs influences hongroise et autrichienne. En voici les principaux :
- Gulash (golaž) : Il est l'adaptation du gulyás /goulyaach/ ou du pörkölt /peurkeult/ hongrois. Il s'agit d'un plat de bœuf et de porc en sauce. La viande est mijotée avec des oignons, de l'ail, du vin rouge, du bouillon, du paprika, du laurier, du concentré de tomate et possiblement d'autres épices comme le cumin et la marjolaine ou d'autres ingrédients. Il est en général accompagné de polenta, de pommes de terre ou encore de pâtes et de žlikrofi - raviolis - d'Idrija.
- Paprikash (paprikaš) : Adaptation du paprikás /poprikaach/ hongrois. Il est moins populaire que le golaž et il est surtout préparé dans la région de Prekmurje (plaine panonienne) bordant la Hongrie. Ce plat est en quelque sorte une version au poulet et plus piquante du golaž habituel. Les principales différences sont : une moindre utilisation d'oignons, pas de vin, l'ajout de poivrons, de tomates et de concentré de tomates supplémentaire, et l'ajout de paprika fort en grande quantité (qui donne son piquant à la recette).
- golaževa juha (soupe de gulash) : Il est l'adaptation du gulyásleves /gulyaachlevech/. Il est préparé de la même façon que le golaž mais avec moins de viande, coupée en petits morceaux et des pommes de terre.
- dunajski zrezek (escalope viennoise) : Il s'agit du Wiener Schnitzel /vinerchnitzəl/ autrichien : une escalope de poulet frite et panée accompagnée de frites.
- bakalca : Ce plat originaire d'Idrija au nord-ouest du pays est un ragoût à base d'agneau, de carottes, d'oignon et d'ail en grande quantité, de vin blanc, de bouillon ainsi que de laurier et de thym. Il est souvent servi avec de la polenta ou de žlikrofi -raviolis-, spécialités de la région.
- žlikrofi (raviolis) : Ils sont faits à base d'une pâte à la farine, aux œufs et au lait. Leur farce est faite de pommes de terre, de lardons, d'oignons et d'oignons nouveaux, le tout assaisonné de sel, de poivre et de marjolaine. Ils ont aussi une forme spécifique et sont parfaits comme entrée ou accompagnement de viande en sauce.
- kranjska klobasa : Cette saucisse vient en fait de Pologne. Sa préparation reste assez simple. Elle est composée de porc, de lardons, d'ail, de sel et de poivre principalement.
- ribe na žaru (poissons grillés) : Ça peut être des poissons de mer ou d'eau douce. En effet, la Slovénie abrite de nombreux lacs dont Bled et Bohinj ainsi que de nombreuses rivières comme la Soča au pied du Triglav, plus haut sommet du pays et la Sava à l'Est, qui permettent la pêche des poissons d'eau douce.
- ajdovi žganci : De la farine de sarrasin couplée à de la farine blanche en proportions égales, et cuites dans de l'eau salée d'une façon particulière qui donne en résultat final des petits bouts de farine. On le sert surmonté de ocvirki : une peau de porc frite dans de la graisse de porc, poivrée et salée.

## Boissons
Les boissons consommées régulièrement en Slovénie, à part l'eau, sont variées et de plusieurs types. 
Les vins et les bières sont les boissons alcoolisées les plus populaires. 

### Boissons chaudes
- Café (kava) : Même si l'espresso s'est répandu un peu partout dans le monde - la Slovénie n'y échappe pas -, le café a pendant longtemps été du café turc. Ce café est préparé dans une petite casserole avec une forme spécifique similaire aux erlenmeyers. L'eau y est bouillie avec du sucre, puis on y ajoute une bonne quantité de café - 1 c.c. par dL de boisson, autant pour le sucre - puis on laisse la mousse formée remonter 3 fois avant de verser un fond d'eau froide. Le café est bu avec un petit verre d'eau - en raison de son goût intense - et servi dans des tasses d'environ 15 cL. Il est courant de consommer de la baklava - influence turque également - avec. Cette tradition du café peut être observée dans d'autres pays de l'Est dont la Russie et les pays Balkaniques.
- Les thés et infusions (čaji) : Le thé le plus répandu en Slovénie est le thé noir. Il est appelé črni čaj - thé noir - ou ruski čaj - thé russe -. À part ce thé, les infusions sont très répandues et les jeunes aussi en boivent volontiers. Le parfum le plus connu est « babičji čaj » - thé de grand-mère - au fruits rouges.
- Lait chaud (toplo mleko) : Il est courant de ne boire que du lait chaud - sans cacao -.

### Boissons froides
- Lait frais.
- Kéfir, pinjenec.
- Lait fermenté (kislo mleko) : acide, consommé plutôt en alpage et montage.
- Yaourt
- Jus de sureau (bezgov sok), qui pousse abondamment en Slovénie.
- Jus (sokovi) divers, dont abricot, pêche, myrtille, cassis.
- Šabesa (sh), shabes, shabeso, shabez, ancienne marque de limonade à base d'acide lactique droitier, originaire d'Augsbourg et Passau (Allemagne, avant 1914).

### Boissons alcoolisées

#### Bière (pivo)
La Slovénie consomme d'abord deux bières « nationales » : Laško (du nom de la ville au sud de Celje, dans l'est du pays, Brasserie Laško (en)) et Union (Brasserie Union (Slovénie) (en)). Selon les statistiques, la bière est la 2e boisson alcoolisée la plus consommée, devancée de peu par le vin qui est également produit en Slovénie.

#### Vin (vino)
Le vin se place 1re boisson alcoolisée au regard de la consommation. Il est produit localement, notamment dans les régions de Podravje (Est du pays, vers Maribor, vallée de la Drava), de Posavje (Sud-Est du pays, vallée de la Sava) et de Primorje (littoral slovène, au Sud-Ouest du pays, vers la frontière italienne, Portorož et Koper).
Un ancien débat de culture viticole slovène porte sur la région produit le meilleur vin, peut-être Podravje.
- Vins slovènes (en), dont le Cviček (de), le Terrano (en)...
- Viticulture en Slovénie

### Cidre
- Tolkovec

#### Alcools forts
Le pays produit et consomme les alcools suivants :
- Brinjevec (en) :  Dana, Klanšek, Kmetija Matic, Kartuzija Pleterje, Mikelj Spirits, Kraševka, Budič, Budič Brinjevec...
- Tropinovec (en) : borovničevec (à base de myrtilles), višnjevec (avec des cerises acides), orehovec (avec des noisettes)...
- Slivovitz
- Češnjevec
- Borovička, gin-genièvre à base de fruits

## Desserts et pâtisseries
Les desserts et pâtisseries en Slovénie ont notamment été influencés par ceux de l'Autriche. On peut donc trouver des Sacher Torte ou autres. Voici quelques desserts :
- palačinke : probablement le dessert slovène le plus facile à faire, il se rapproche beaucoup des crêpes françaises. Ce mets existe dans de nombreux pays. En effet, la Croatie, l'Autriche et l'Allemagne, la Slovaquie et la Tchéquie, la Hongrie, la Serbie, la Bosnie, le Monténégro ainsi que la Bulgarie, la Macédoine et l'Albanie en ont des versions. Mais leur origine remonte aux Romains qui l'ont transmis à la Roumanie. C'est de là qu'elles se sont transmises dans d'autres pays. En Slovénie, elles peuvent être consommées avec de la confiture d'abricot, de cerise ou de griotte, avec du coulis de chocolat ou encore avec de la skuta - fromage blanc - sucrée qui peut être additionnée de raisins secs. Elles sont servies dans la plupart des restaurants à l'abricot et au chocolat.
- Kremšnita : Le nom kremšnita vient de l'allemand « Cremschnitte » /cremchnitə/ qui veut dire tranche de crème. Il existe dans les pays d'Europe centrale et dans certains pays des Balkans. Elle peut être vue comme un « flan d'Europe Centrale ». Il s'agit d'une épaisseur de crème/flan très aéré - grâce à beaucoup de lait et à l'ajout de blancs d'œuf montés dans le mélange - surmontée d'une grosse couche de sladka smetana - chantilly/crème fouettée -. Le tout entre deux pâtes feuilletées et saupoudré de sucre glace.
- Prekmurska gibanica : Cette pâtisserie sophistiquée - qui est constituée 4 farces différentes - est originaire de panonnie[Où ?]. Le dessert ressemble visuellement à la kremšnita. Les farces sont entre 2 pâtes feuilletées. Il y a donc une farce aux pommes, une farce - sucrée - aux pavots, une farce à la skuta - fromage blanc - et une aux noix. Il y a 2 épaisseurs de chacune ce qui fait 8 couches de 4 couleurs au total.
- jabolčna pita : C'est un type de tarte aux pommes qui est recouvert de bandes de pâte.
- štruklji : La pâte utilisée pour ce dessert ressemble à celle des strudel. Elle peut être farcie de skuta ou de pommes.
- jabolčni zavitek.
- štrudelj : La version slovène du strudel. C'est un rouleau de pâte fourré à la pomme ou à la skuta puis cuit au four.